# Englische Cricket-Nationalmannschaft in Indien in der Saison 1992/93
Die Tour der englischen Cricket-Nationalmannschaft nach Indien in der Saison 1992/93 fand vom 16. Januar bis zum 23. Februar 1993 statt. Die internationale Cricket-Tour war Bestandteil der Internationalen Cricket-Saison 1992/93 und umfasste drei Tests und sieben ODIs. Indien gewann die Test-Serie 3–0, während die ODI-Serie 3–3 unentschieden endete.

## Vorgeschichte
Indien spielte zuvor eine Tour in Südafrika, für England war es die erste Tour der Saison. Das letzte Aufeinandertreffen der beiden Mannschaften fand in der Saison 1990 in England statt.

## Stadien
Die folgenden Stadien wurden für die Tour als Austragungsort vorgesehen.
| Stadion                    | Stadt      | Kapazität | Spiele      |
| -------------------------- | ---------- | --------- | ----------- |
| Sardar Patel Stadium       | Ahmedabad  | 54.000    | 1. ODI      |
| M. Chinnaswamy Stadium     | Bangalore  | 42.000    | 4. ODI      |
| Wankhede Stadium           | Bombay     | 33.000    | 3. Test     |
| Sector 16 Stadium          | Chandigarh | 30.000    | 3. ODI      |
| M. A. Chidambaram Stadium  | Chennai    | 46.000    | 2. Test     |
| Captain Roop Singh Stadium | Gwalior    | 18.000    | 6. & 7. ODI |
| Keenan Stadium             | Jamshedpur | 19.000    | 5. ODI      |
| Sawai Mansingh Stadium     | Jaipur     | 23.185    | 2. ODI      |
| Eden Gardens               | Kalkutta   | 82.000    | 1. Test     |

## One-Day Internationals

### Erstes ODI in Ahmedabad
| 16. Januar Scorecard | Ahmedabad | Indien         | – | England |
|                      |           | Spiel abgesagt |   |         |

### Zweites ODI in Jaipur
| 18. Januar Scorecard | Jaipur | Indien 223-3 (48/48)          | – | England 224-6 (48/48) |
|                      |        | England gewinnt mit 4 Wickets |   |                       |

### Drittes ODI in Chandigarh
| 21. Januar Scorecard | Chandigarh | England 196-6 (50)           | – | Indien 201-5 (45.1) |
|                      |            | Indien gewinnt mit 5 Wickets |   |                     |

### Viertes ODI in Bangalore
| 26. Februar Scorecard | Bangalore | England 218-9 (47/47)       | – | Indien 170 (41.4/47) |
|                       |           | England gewinnt mit 48 Runs |   |                      |

### Fünftes ODI in Jamshedpur
| 1. Juni Scorecard | Jamshedpur | Indien 137-7 (26/26)          | – | England 141-4 (25.4/26) |
|                   |            | England gewinnt mit 6 Wickets |   |                         |

### Sechstes ODI in Gwalior
| 4. März Scorecard | Gwalior | England 256 (50)             | – | Indien 257-7 (48) |
|                   |         | Indien gewinnt mit 3 Wickets |   |                   |

### Siebtes ODI in Gwalior
| 5. März Scorecard | Gwalior | England 265-4 (48/48)        | – | Indien 267-6 (46.4/48) |
|                   |         | Indien gewinnt mit 4 Wickets |   |                        |

## Tests

### Erster Test in Kalkutta
| 29. Januar – 2. Februar Scorecard | Kalkutta | Indien 371 (122.5) & 82-2 (29.2) | – | England 163 (100.1) & 286 (13 7.2) (f/o) |
|                                   |          | Indien gewinnt mit 8 Wickets     |   |                                          |

### Zweiter Test in Chennai
| 11. – 15. Februar Scorecard | Chennai | Indien 560-6d (165)                          | – | England 286 (127.3) & 252 (81.1) (f/o) |
|                             |         | Indien gewinnt mit einem Innings und 22 Runs |   |                                        |

### Dritter Test in Bombay
| 19. – 23. Februar Scorecard | Bombay | England 347 (135) & 229 (82.5)               | – | Indien 591 (189.3) |
|                             |        | Indien gewinnt mit einem Innings und 15 Runs |   |                    |